# Jens Lind
Jens Wilhelm August Lind (Nykøbing Mors, 1º marzo 1874 – Viborg, 4 ottobre 1939) è stato un botanico e micologo danese.

## Biografia
Allievo di Emil Rostrup, scrisse diversi libri sui funghi, principalmente microfungi, della Danimarca. Combinando le sue conoscenze farmaceutiche e micologiche, sperimentò il controllo chimico degli agenti patogeni. Insieme a Knud Jessen scrisse un documento sulle piante infestanti in Danimarca.